# Laheycourt
Laheycourt és un municipi francès situat al departament del Mosa i a la regió del Gran Est. L'any 2007 tenia 392 habitants.

## Demografia

### Població
El 2007 la població de fet de Laheycourt era de 392 persones. Hi havia 152 famílies, de les quals 33 eren unipersonals (4 homes vivint sols i 29 dones vivint soles), 53 parelles sense fills, 62 parelles amb fills i 4 famílies monoparentals amb fills.
La població ha evolucionat segons el següent gràfic:
Habitants censats

### Habitatges
El 2007 hi havia 172 habitatges, 153 eren l'habitatge principal de la família, 9 eren segones residències i 10 estaven desocupats. 170 eren cases i 2 eren apartaments. Dels 153 habitatges principals, 133 estaven ocupats pels seus propietaris, 17 estaven llogats i ocupats pels llogaters i 2 estaven cedits a títol gratuït; 5 tenien dues cambres, 10 en tenien tres, 36 en tenien quatre i 101 en tenien cinc o més. 112 habitatges disposaven pel capbaix d'una plaça de pàrquing. A 70 habitatges hi havia un automòbil i a 62 n'hi havia dos o més.

### Piràmide de població
La piràmide de població per edats i sexe el 2009 era:
| Homes | Edats   | Dones |
| ----- | ------- | ----- |
| 0     | 95 o +  | 4     |
| 0     | 90 a 94 | 0     |
| 8     | 85 a 89 | 0     |
| 4     | 80 a 84 | 0     |
| 8     | 75 a 79 | 12    |
| 12    | 70 a 74 | 0     |
| 4     | 65 a 69 | 16    |
| 12    | 60 a 64 | 12    |
| 4     | 55 a 59 | 4     |
| 24    | 50 a 54 | 16    |
| 12    | 45 a 49 | 12    |
| 8     | 40 a 44 | 16    |
| 16    | 35 a 39 | 12    |
| 20    | 30 a 34 | 8     |
| 12    | 25 a 29 | 12    |
| 12    | 20 a 24 | 8     |
| 12    | 15 a 19 | 20    |
| 16    | 10 a 14 | 8     |
| 8     | 5 a 9   | 4     |
| 4     | 0 a 4   | 4     |

## Economia
El 2007 la població en edat de treballar era de 249 persones, 187 eren actives i 62 eren inactives. De les 187 persones actives 168 estaven ocupades (89 homes i 79 dones) i 19 estaven aturades (6 homes i 13 dones). De les 62 persones inactives 18 estaven jubilades, 22 estaven estudiant i 22 estaven classificades com a «altres inactius».

### Ingressos
El 2009 a Laheycourt hi havia 152 unitats fiscals que integraven 402,5 persones, la mediana anual d'ingressos fiscals per persona era de 17.538 €.

### Activitats econòmiques
Dels 13 establiments que hi havia el 2007, 1 era d'una empresa alimentària, 5 d'empreses de construcció, 2 d'empreses de comerç i reparació d'automòbils, 3 d'empreses de serveis i 2 d'empreses classificades com a «altres activitats de serveis».
Dels 3 establiments de servei als particulars que hi havia el 2009, 1 era una oficina d'administració d'Hisenda pública, 1 guixaire pintor i 1 lampisteria.
L'únic establiment comercial que hi havia el 2009 era una fleca.
L'any 2000 a Laheycourt hi havia 11 explotacions agrícoles que ocupaven un total de 749 hectàrees.

## Poblacions més properes
El següent diagrama mostra les poblacions més properes.